# Бекіров Надір Валер'янович
Надір Валер'янович Бекіров (рос. Бекиров Надир Валерианович, нар. 13 березня 1962, м. Казань, Татарська АРСР) — діяч кримськотатарського визвольного руху, народний депутат Верховної Ради АР Крим, кандидат філософських наук. Член Меджлісу кримськотатарського народу, секретар Ради представників кримськотатарського народу при Президенті України у 1999—2007 роках.

## Із життєпису
Батьки — татари, у 1944 році депортовані з Криму до Марійської АРСР. У 1984 році закінчив юридичний факультет Казанського державного університету. У 1984—90 роках працював асистентом на катедрі філософії Казанського держуніверситету, викладав діалектичний та історичний матеріалізм, логіку. У 1987 році познайомився з діячами кримськотатарського правозахисного руху; учасник підготовки Татарського громадського центру — національно-демократичної організації татар Поволжя, Уралу та Сибіру. З 1988 року — член Кримськотатарської секції Татарського суспільного центру, у 1989—90 роках — її голова. У 1989—90 роках — член громадської організації «Крим», заснованої у Москві.
1990 року повернувся до Криму. У 1990—94 роках — юрист Кримськотатарського фонду культури. З 1991 року — член Меджлісу кримськотатарського народу, з 1992 року — керівник політико-правового відділу, в 2001—2008 роках — управління Меджлісу. У 1994—98 роках — народний депутат Верховної Ради Автономної Республіки Крим, 1994—98 роки — член Комісії з національної політики й проблем депортації громадян, 1997—98 роки — керівник фракції «Курултай». З 2003 року — член Ради Повірених Фонду ООН з питань корінних народів, з 2005 року — президент Міжнародної громадської організації «Фонд досліджень та підтримки корінних народів Криму». У 2006 році вступив до партії Міллі Фірка.
З 2008 року — старший викладач катедри соціо-гуманітарних наук Кримського інженерно-педагогічного університету. Автор статей «Право крымскотатарского народа на самоопределение», «Кримськотатарський рух і стратегія України в Криму: хроніка поразок».